# Malé Kozie pleso
Malé Kozie pleso je ledovcové jezero ve střední části Mlynické doliny ve Vysokých Tatrách na Slovensku. Je níže položené z celé skupiny Kozích ples. Má rozlohu 0,0520 ha. Dosahuje maximální hloubky 1,5 m. Jeho objem činí 275 m³. Leží v nadmořské výšce 1932 m.

## Okolí
Pleso leží na samém dně Mlynické doliny východně od  žluté turistické značky. Ve vzdálenosti 100 m na stejné terase doliny se nachází nepojmenované pleso ze skupiny Kozích ples, které má rozlohu 0,0720 ha, dosahuje maximální hloubky 3,6 m a jeho objem činí 436 m³. Leží v nadmořské výšce 1939 m. Tato dvě malá plieska jsou uváděná jako Kozie – Nižné II (nepojmenované) a Kozie – Nižné III (Malé). Na jihu od plesa se nachází skalní práh, pod kterým dál na jih Mlynická dolina pokračuje terasou na vodopádem Skok. Okolí plesa je travnaté a kamenité.

## Vodní režim
Plesem protéká potok Mlynica, který přitéká od nepojmenovaného a Nižného Kozího plesa.

## Přístup
Pleso je přístupné pěšky v období od 16. června do 31. října.
- po žluté turistické značce od Štrbského plesa (2 hodiny), která dále pokračuje na Bystrou lávku do Furkotské doliny.